# 韦南图尔
韦南图尔（Vennanthur），是印度泰米尔纳德邦Namakkal县的一个城镇。总人口13475（2001年）。

## 人口
该地2001年总人口13475人，其中男性6968人，女性6507人；0—6岁人口1534人，其中男793人，女741人；识字率59.32%，其中男性为68.51%，女性为49.49%。